# Helmut Schröcke
Helmut Schröcke (* 18. Juni 1922 in Zwickau; † 14. Dezember 2018 in Kottgeisering) war ein deutscher Mineraloge. Er war Professor für Mineralogie an der Ludwig-Maximilians-Universität München und Publizist. Bekanntheit erlangte er auch durch seine in zahlreichen Schriften veröffentlichten rechtsextremen und rassistischen Positionen.

## Leben
Mit 17 Jahren wurde Helmut Schröcke Fernmelder (Luftnachrichtentruppe) und nahm ab 1939 am Zweiten Weltkrieg teil. Im Mai 1945 geriet er in Kriegsgefangenschaft. Nach seiner Rückkehr studierte er an der Albert-Ludwigs-Universität Freiburg Geologie und Mineralogie und wurde 1951 promoviert.  Von 1954 bis 1961 war er Assistent am mineralogischen Institut in Heidelberg und erhielt 1958 die Venia legendi (Lehrbefugnis). 1964 wechselte er zur Ludwig-Maximilians-Universität München, wo er Konservator, dann wissenschaftlicher Rat und seit 1967 außerplanmäßiger Professor und seit 1970 Professor für Mineralogie war. Im September 1987 wurde er emeritiert.
1950 erhielt er die Clemens-Winkler-Medaille.
Als Mineraloge ist er bekannt als Autor eines Lehrbuchs mit Karl-Ludwig Weiner und er befasste sich mit Gleichgewicht und thermodynamischen Eigenschaften kristalliner Mischphasen und physikalisch-chemischen Grundlagen der Lagerstättenbildung.

## Wirken
Schröcke war unter anderem Mitglied im bayerischen Landes- und Bundesvorstand des Witikobunds und Referent bzw. Mitglied bei der Hetendorfer Tagungswoche und der 1957 unter Beteiligung von Herman Wirth gegründeten „Gesellschaft für europäische Urgemeinschaftskunde e. V. / Herman-Wirth-Gesellschaft“, später in Verein „Ur-Europa e. V.“ umbenannt. Er publizierte mehrmals in Deutschland in Geschichte und Gegenwart (DGG) des rechtsextremen Grabert-Verlags, in CODE, in Europa (Nationaleuropäisches Jugendwerk), der Jungen Freiheit, Recht und Wahrheit, Nation und Europa sowie in der Schriftenreihe der Hochschulgruppe der Nationalen (HdN).
Darüber hinaus ist er Verfasser von mehreren Büchern wie Kriegsursachen – Kriegsschuld des zweiten Weltkrieges, erschienen 2000 im Verlag für Ganzheitliche Forschung, einem Verlag der rechtsextremen Ludendorff-Bewegung, oder Das Deutsche Volksgesicht, wiederum bei Grabert. 1995 und 1997 war er jeweils mit eigenen Beiträgen in den beiden von dem Rechtsextremisten Rolf-Josef Eibicht herausgegebenen Bänden 50 Jahre Vertreibung. Der Völkermord an den Deutschen. Ostdeutschland – Sudetenland. Rückgabe statt Verzicht und Unterdrückung und Verfolgung Deutscher Patrioten. Gesinnungsdiktatur in Deutschland? zusammen mit Jörg Haider, Gerhard Frey und Franz Schönhuber vertreten.
1980 schrieb Schröcke in einem Leserbrief in der Frankfurter Allgemeinen Zeitung: „Völker sind (kybernetisch und biologisch) lebende Systeme höherer Ordnung mit voneinander verschiedenen Systemeigenschaften, die genetisch weitergegeben werden.“ und eröffnete damit die Debatte für das im darauffolgenden Jahr veröffentlichte und von Kritikern als rassistisch betrachtete Heidelberger Manifest gegen die Unterwanderung des deutschen Volkes. Er ist einer der 15 Hauptinitiatoren dieses Manifestes. Bei den Unterzeichnern der überarbeiteten und abgeschwächten Version, die am 31. Januar 1982 veröffentlicht wurde, ist sein Name nicht mehr vertreten. Am 21. April 1990 war er Ehrengast und Referent bei der revisionistischen Veranstaltung Wahrheit macht frei im Münchner Löwenbräukeller zusammen mit dem Terroristen Manfred Roeder und den Holocaustleugnern Otto Ernst Remer und David Irving.
Bei dem am 17. Mai 1996 wiederum in einer Anzeige in der Frankfurter Allgemeinen Zeitung veröffentlichen Appell der 100 – Die Meinungsfreiheit ist in Gefahr! fungierte Schröcke als Kontaktperson. Als diese Anzeige, in der in verklausulierter Form gegen die strafrechtlichen Vorschriften zur Abwehr der Leugnung des Holocaust polemisiert wird, am 20. Juli 1996 erneut in der Stuttgarter Zeitung gedruckt wurde, zeichnete er als presserechtlich verantwortlich.
1998 wurde wegen des Aufrufs an alle Deutschen zur Notwehr gegen die Überfremdung ein Ermittlungsverfahren des Bundeskriminalamts (BKA) gegen die 65 Unterzeichner, darunter wiederum Schröcke, wegen Volksverhetzung eingeleitet, das 1999 jedoch eingestellt wurde. Diese vielfach verbreitete Hetzschrift zeichnete sich besonders durch einen verschärften Antisemitismus aus. Darin wurden „alle volkstreuen Deutschen zur Notwehr auf gegen den von der Staatsführung amtlich geplanten und mit brutalen Methoden durchgeführten Völkermord am deutschen Volk“ aufgerufen und aufgefordert, „den Rechtsanspruch Fremder auf Asyl sofort auszuschließen“, „allen Deutschen von jetzt an die uneingeschränkte Freiheit der Gesinnung, Meinung und der Meinungsäußerung zu gewähren“ und die Zuwanderung osteuropäischer Juden zu stoppen.
Während der Wehrmachtsausstellung, ebenfalls 1997 in München, forderte Schröcke den Oberbürgermeister Christian Ude in einem Brief auf, sich von dem „Haß- und Hetzwerk zu distanzieren“. „Als ehemaliger Soldat, der vom 1. Dezember 1939 bis zum 8. Mai 1945 seine Pflicht tat, und in dieser Zeit nicht ein einziges Mal Kriegsverbrechen, die jetzt der deutschen Wehrmacht angedichtet werden, miterlebte oder davon hörte, protestiere ich schärfstens gegen Ihre Geschichtsverfälschungen. Es wäre dagegen angebracht, die Kriegsverbrechen der Gegenseite in die Öffentlichkeit zu bringen. Wenn Hitler nicht den gerade noch letzten möglichen Termin für den deutschen Präventivangriff auf die UdSSR am 22. Juni 1941 gewählt hätte, und die deutschen Soldaten bis zuletzt Unglaubliches für Volk und Vaterland geleistet hätten, wäre auch noch die andere Hälfte Europas dem Bolschewismus zum Opfer gefallen. Am 22. Juni 1941 standen sich 3.700 deutsche und 20.000 russische Panzer gegenüber. Dann hätten auch Sie Gelegenheit gehabt, durch Genickschuß wie in Katyn oder im Gulag zu enden.“
2013 sprach sich Schröcke in der nationalistischen Zeitschrift Stimme des Reichs in einem Aufruf unter dem Titel Deutsche lasst Euch nicht veralbern gegen Klimaschutz und für den Bau von nuklearen Kugelhaufenreaktoren aus.
Daneben wandte sich Schröcke in mehreren Arbeiten der Ur- und Frühgeschichte zu und versuchte in Büchern wie Germanen. Slawen. Vor- und Frühgeschichte des ostgermanischen Raumes (Viöl 1996) und Indogermanen, Germanen, Slawen. Ihre Wurzeln im mittel-osteuropäischen Raum (Orion-Heimreiter-Verlag, Kiel 2003) zu belegen, „dass im deutschen Siedlungsraum seit 8000 Jahren ethnische Konstanz herrscht: Das deutsche Volk, das noch immer den Siedlungsraum seiner Vorfahren bewohnt, ist das größte Volk der indogermanischen Völkerfamilie. Die Entwicklung der Germanen wird von der Entstehung der Urgermanen in der Bronzezeit bis zur Herausbildung der germanisch-deutschen Stämme in der Reihengräberzeit verfolgt.“ (Vgl. hierzu die Artikel Germanen und Ethnogenese.) Aufbauend auf Vorarbeiten unter anderem von Walther Steller und Lothar Greil werden dabei die im Früh- und Hochmittelalter in den östlichen Gebieten des heutigen Deutschlands siedelnden Slawen (siehe Germania Slavica) zu Ostgermanen umgedeutet. Trotz der mehrfach nachgewiesenen Unhaltbarkeit solcher Thesen und der unwissenschaftlichen Arbeitsweise erreichen diese Veröffentlichungen ein Publikum, das weit über das rechtsextreme Spektrum hinausgeht. In die gleiche Richtung zielt die 2002 wiederum im Grabert-Verlag erschienene Publikationen Die deutsche Frühzeit war ganz anders. Standortbestimmung zur Vorgeschichte der Deutschen, in der auch Schröcke mit einem Artikel vertreten ist.
Schröcke vertrat offen biologistisch-rassistische Positionen. „Sprache, Kultur, Volkscharakter, Volksseele, Werthierarchie“ sind seiner Ansicht nach genetisch festgelegte „Systemeigenschaften“ der Völker; bei der „Völkervermischung“ entstehe „im Sinne der Evolution nichts Besseres, sondern eher Schlechteres“. Zudem unterstellt Schröcke genetisch bedingte, messbare IQ-Unterschiede zwischen Völkern. Eine Gleichheit der Menschen als zentrale normative Grundlage der Verfassung wird von ihm massiv bestritten.

## Schriften
- mit Karl-Ludwig Weiner: Mineralogie. Ein Lehrbuch auf systematischer Grundlage. De Gruyter, Berlin / New York 1981, ISBN 3-11-006823-0, S. 633.
- mit Karl-Ludwig Weiner: Mineralien. Hamburg, Kronen-Verlag Cramer 1967, 1969 (Sammlung naturkundlicher Tafeln).
- Grundlagen der magmatischen Lagerstättenbildung. Enke, 1973.
- Die Entstehung der endogenen Erzlagerstätten. De Gruyter, 1986.
- Germanen – Slawen. Vor- und Frühgeschichte des ostgermanischen Raumes. 2. Auflage. Verlag für ganzheitliche Forschung, 1999 Viöl (Nordfriesland), ISBN 392231497X; wieder Panorama, Wiesbaden 1999, ISBN 3-932296-00-1.
- Siebenbürgen: Menschen – Kirchenburgen – Städte. Kulturleistungen einer deutschen Volksgruppe im Südosten. Langen-Müller, 2001, ISBN 3-7844-2727-8.
- Kriegsursachen und Kriegsschuld des Zweiten Weltkrieges. Zusammenfassung des Wissensstandes. Verlag für ganzheitliche Forschung und Kultur, Struckum (Nordfriesland) 2001, ISBN 3-932878-08-6.
- Indogermanen – Germanen – Slawen. Ihre Wurzeln im mittel- und osteuropäischen Raum. Orion-Heimreiter-Verlag, 2003, ISBN 3890930247.
- Der Jahrhundertkrieg 1939–1945. Vorgeschichte, Kriegsschuld, Folgen. Druffel & Vowinckel-Verlag, 2005, ISBN 3-8061-1174-X.
- Die Vorgeschichte des deutschen Volkes. Indogermanen, Germanen, 'Slawen'. Grabert-Verlag, 2009, ISBN 978-3-87847-239-1.

Herausgeberschaft
- Erna Lendvai-Dircksen: Das deutsche Volksgesicht. Ein Bildwerk in 145 Bildnissen. Grabert-Verlag, 2003, ISBN 3-87847-200-5.